# Kullu
Kullu è una città dell'India di 18.306 abitanti, capoluogo del distretto di Kullu, nello stato federato dell'Himachal Pradesh. In base al numero di abitanti la città rientra nella classe IV (da 10.000 a 19.999 persone).

## Geografia fisica
La città è situata a 31° 58' 0 N e 77° 5' 60 E e ha un'altitudine di 1.361 m s.l.m..

## Società

### Evoluzione demografica
Al censimento del 2001 la popolazione di Kullu assommava a 18.306 persone, delle quali 9.855 maschi e 8.451 femmine. I bambini di età inferiore o uguale ai sei anni assommavano a 1.795, dei quali 977 maschi e 818 femmine. Infine, coloro che erano in grado di saper almeno leggere e scrivere erano 14.857, dei quali 8.317 maschi e 6.540 femmine.